# Михайлівська бучина
Михайлівська бучина — ботанічна пам'ятка природи місцевого значення. Розташований на території Стрижавської селищної ради Вінницького району Вінницької області (Михайлівське лісництво кв. 37 діл. 12). Оголошений відповідно до Рішення Вінницького облвиконкому від 18.08.1983 р. № 384 Охороняється продуктивне насадження з участю бука європейського віком близько 60 років з домішкою дуба звичайного.